# Донна Берк
Донна Берк (англ. Donna Burke; нар. 12 грудня 1964) — співачка, диктор та приватний підприємець. Народилася в місті Перт (Австралія); 1996 року переїхала в Токіо, де і живе з чоловіком — гітаристом Біллом Бенфілдом.
Донна була вчителькою англійської мови у Перті, але покинула цю роботу та стала співачкою. Берк займалася класичним співом десять років, і тепер виступає на концертах джазу, року, техно, класичної та народної музики. Завдяки своїм талантам, у рецензіях її називали «однією з найрізнобічніших співачок на планеті». Її останній альбом Blue Nights («Сині Ночі») вийшов 2005 року і включив багато з її старих пісень, в тому числі «Don 't I Look Pretty» і «Quiet Night».
Берк випустила три сольні альбоми, збірку кельтської музики та озвучила багато аніме, включаючи Turn-A Gundam, Товариство сірокрилих, Vandread, Tokimeki Memorial, Tales of Legendia та Final Fantasy. Вона також озвучила кілька відеоігор, включаючи Shenmue, Silent Hill і кілька OVA, включаючи Strange Dawn, Hoshi no Koe, Trip Trek, Magical Girl Lyrical Nanoha та Magical Girl Lyrical Nanoha A's. Донна озвучує Хел у іграх Boktai, Урсулу в Lunar Knights і Нору в грі Sega Let's Go Jungle. Донна значиться як лірицист в багатьох японських рекламах, аніме та гуртах японської поп-музики (J-POP).
Голос Берк добре відомий в Японії як голос гіда на лінії Токайдо японських супершвидкісних поїздів Сінкансен з 2003 року. Її голос чути в аеропорту Наріта і у вигляді англомовного гіда в музеї імператора Сева (Emperor Showa Memorial Museum). Берк працювала диктором NHK з 1999 року в різних документальних фільмах та читала вечірні двомовні новини. Донна озвучила «Клімат в Кризу — Частина 1» (Climate in Crisis — Part 1), що отримав срібну медаль на Нью-йоркському телевізійному фестивалі і виграв EARTH VISION AWARD 2007 року на Tokyo Global Environmental Film Festival.
Берк заснувала агентство Dagmusic у 2004 році для іноземних співаків, композиторів та музикантів, які живуть у Токіо. Донна присвячує свій час не тільки Dagmusic, а також Hotteeze (Хоттіз), компанії, яку вона створила для продажу японських грілок у всьому світі.

## Фільмографія

### Відеоігри
| Рік  | Назва                                                          | Роль                          | Примітки                       |
| ---- | -------------------------------------------------------------- | ----------------------------- | ------------------------------ |
| 2000 | Shenmue                                                        | Додаткові голоси              |                                |
| 2001 | Silent Hill 2                                                  | Анджела Ороско                |                                |
| 2001 | Virtua Fighter 4                                               | Ванесса Льюїс                 |                                |
| 2002 | Shenmue II                                                     | Додаткові голоси              | ПК, PS4, Xbox, Xbox One версії |
| 2003 | Silent Hill 3                                                  | Клаудія Вольф                 | Тільки в оригінальній версії   |
| 2003 | Dino Crisis 3                                                  | Соня Гарт                     | Захоплення руху                |
| 2003 | F-Zero GX                                                      | Місіс Арров                   |                                |
| 2003 | Boktai: The Sun Is in Your Hand                                | Гель                          |                                |
| 2003 | Bloody Roar 4                                                  | Уран                          |                                |
| 2004 | Final Fantasy Crystal Chronicles                               | Оповідач                      |                                |
| 2004 | Boktai 2: Solar Boy Django                                     | Леді, Двалінн                 |                                |
| 2004 | Rumble Roses                                                   | Анестезія / Доктор Катер      |                                |
| 2005 | Virtua Quest                                                   | Ванесса Льюїс                 |                                |
| 2006 | Let's Go Jungle!: Lost on the Island of Spice                  | Нора                          |                                |
| 2007 | Lunar Knights                                                  | Урсула                        |                                |
| 2008 | Cooking Mama: World Kitchen                                    | Мейлі                         |                                |
| 2010 | Magical Girl Lyrical Nanoha A's Portable: The Battle of Aces   | Рейзінг Гарт                  |                                |
| 2011 | Magical Girl Lyrical Nanoha A's Portable: The Gears of Destiny | Рейзінг Гарт                  |                                |
| 2012 | Lumines: Electronic Symphony                                   | Диктор                        |                                |
| 2012 | Diabolical Pitch                                               | Крістіна                      |                                |
| 2014 | Metal Gear Solid V: Ground Zeroes                              | iDROID                        |                                |
| 2015 | Metal Gear Solid V: The Phantom Pain                           | iDROID                        |                                |
| 2016 | NightCry                                                       | Джессіка, Енджі, Марія, Келлі |                                |
| 2016 | Let It Die                                                     | Додаткові голоси              |                                |
| 2017 | Arms                                                           | Доктор Койл                   |                                |
| 2018 | Fitness Boxing                                                 | Лаура                         |                                |
| 2019 | Homestar VR Special Edition                                    | Оповідач                      |                                |
| 2020 | Final Fantasy Crystal Chronicles: Remastered Edition           | Оповідач                      |                                |
| 2020 | Fitness Boxing 2: Rhythm and Exercise                          | Лаура                         |                                |

## Сольна дискографія
- Lost and Found (2001)
- Éirí na Gréine (2001)
- Donna Burke with the David Silverman Quartet (2002)
- Goodbye Nakamura [Single] (2004)
- «Blue Nights» (2005)

## Інша дискографія
- The «Yamaha Educational Children's Songs» CDs/Various Artists (1997—2003 — виконавець кількох пісень)
- «Para Para Panic» CDs — Volumes 2, 3, 4, 5, 6 & 7/Various Artists (2000 — виконавець кількох пісень)
- Konami Beatmania — «Hero»/Various Artists (2000 — виконавець кількох пісень)
- «ABBA Ibiza Caliente Mix»/ABBA, Sabu (2001 — виконавець кількох пісень)
- Vandread: Original OVA Soundtrack 1/Yasunori Iwasaki, Various Artists (2001 — vocal for "What a Wonderful World)
- Vandread: Original OVA Soundtrack 2/Yasunori Iwasaki, Various Artists (2001 — vocal and lyrics for «Somedays»)
- Turn-A Gundam: Original Movie Soundtrack — «Wakusei no Gogo, Bokura wa Kisu wo Shita»/Yoko Kanno (2002 — виконавець пісні «After All»)
- «Seven»/ V6 (2002 — лірицист пісні «One»)
- Final Fantasy Crystal Chronicles — «Morning Sky» та «Moonless Starry Night»
- «RWC Music Database: Royalty-Free Music»/Various Artists (2003 — виконавець кількох пісень)
- Haibane Renmei: Original OVA Soundtrack 1 — "Hanenone (ハネノネ) "/Kō Ōtani, Masumi Sakaue (2003 — виконавець та лірицист пісні «Wondering»)
- Konami's Dance Dance Revolution SuperNOVA — «Star Gate Heaven» та "Star Gate Heaven (FUTURE LOVE Mix) "/Various Artists (2006 — разом з Sota Fujimori)
- Tokimeki Memorial 2 Substories: Dancing Summer Vacation — «Hero ~Dancing Summer Mix English Ver. ~»
- Сеґа Outrun 2 — «Life Was A Bore»
- The Last Remnant — «Journey's End»
- Metal Gear Solid: Peace Walker — «Heavens Divide» (Peace Walker Theme)